# Zefram Cochrane
Zefram Cochrane es un personaje ficticio del universo de la serie televisiva de ciencia ficción Star Trek, caracterizado, en la serie original por el actor norteamericano Glenn Corbett y en la película Star Trek: First Contact por el actor James Cromwell.
Es el inventor humano del motor warp en el año 2063. Este motor permite hacer viajes a velocidades mayores a la de la luz. Nació en el año 2030. 
El carácter de Cochrane era muy particular, conforme a Star Trek: First Contact. Sin embargo, para todas las generaciones posteriores es considerado uno de los más grandes héroes de la historia.
Se le presume muerto en 2117, tras desaparecer en Alpha Centauri, sin embargo en el 2267 es encontrado por el Capitán Kirk en un planetoide (al que fue transportado por una energía en ese momento desconocida). Cuando llegan al planetoide encuentran a un ser humano que les parece familiar, tras varias indagaciones el hombre les dice llamarse Zefram Cochrane el mismo que había desaparecido hacía 150 años, pero lo extraño es que no aparentaba ni 40 años, él les explica que la energía (denominada "el compañero") lo salvó de morir y le devolvió su juventud; además les explica que ellos han sido transportados por "el compañero" para hacerle compañía ya que moriría de soledad. Kirk convence a "el compañero" (que resulta ser del sexo femenino) de que los deje partir (después de muchos intentos fallidos) sin embargo el compañero se fusiona con la embajadora y se enamora de Zefram. También Zefram se enamora de ella y decide no partir con el Capitán Kirk pues no desea dejar a "el compañero" solo pues este no puede dejar el planetoide o moriría. Antes de partir Zefram le dice a Kirk que no diga que aún vive; Kirk le dice que no se preocupe, que no dirá una palabra y lo cumple. Después, Zefram no volverá a aparecer (Tomado del capítulo de la serie original llamado Metamorfosis).
- Datos: Q23000